# 露德圣母圣殿 (贝洛奥里藏特)
露德圣母圣殿 ,是一座罗马天主教宗座圣殿，位于巴西贝洛奥里藏特，新哥特式风格，于1923年建成，是 Manoel Tunes的作品。1958年由庇护十二世升格为宗座圣殿。
该堂有三个中殿，长47米，宽17米。堂内有三幅露德圣母像。